# Мини
Мини је мали градски аутомобил који се производио од стране енглеског произвођача аутомобила British Motor Corporation (BMC) и његових наследника од 1959. до 2000. године. Оригинални Мини се сматрао иконом британске културе шездесетих година 20. века. Године 1999, проглашен је за други најутицајнији аутомобил 20. века, иза Форд модела Т, а испред ајкуле и бубе.

## Историја

### Идеја и развој
Године после Другог светског рата донеле су Уједињеном Краљевству слабију економску моћ, а истовремено је водила борбу за задржавање власти у колонијама. Убрзо затим следи Суецка криза 1956. године, која је погодила Британију, али и целу Европу. Египат је зауставио поморски саобраћај кроз Суецки канал и прекинуо допремање нафте из Арабије, па је уследила рационализација потрошње горива. Након тога јавила се потреба за малим економичним аутомобилом.
У то време мали произвођачи аутомобила да би опстали морали су се удруживати. Тако 1952. године произвођачи аутомобила Austin Motor Company и Morris Motors се удружују и настаје British Motor Corporation. BMC је први британски произвођач аутомобила који је успешно реаговао на уведена ограничења потрошње горива. Идејно решење за изградњу новог аутомобила, који ће бити намењен свима, BMC је осмислио још 1956. године. Зацртани циљеви су били да каросерија има правоугаоне димензије 10 x 4 x 4 стопе (око 3 x 1,2 x 1,2 метра), довољно простора за четворо путника и њихов пртљаг.
За развој новог аутомобила задужен је Алек Исигонис, британско-грчки дизајнер аутомобила. Тим који је предводио био је малобројан, али врло успешно је завршио прве скице. Након седан месеци долази до израде и првог прототипа возила, названог наранџаста кутија (енгл. The Orange Box), због своје наранџасте боје.

### Иновативна решења
На први поглед, чинио се као да је кутија без стила. Међутим, споља малени аутомобил са унутрашњим повећим простором, имао је једноставна и домишљата решења. Мотор са четири цилиндра и воденим хлађењем, који је био преузет од Морис минора, био је смештен попречно, а са мењачем је делио и резервоар уља. Имао је мењач са четири брзине и погон на предњим точковима. Вентилатор за хлађење је био погоњен каишем преко мотора, због тога су хладњак и вентилатор били постављени са леве стране, што је допринело смањењу дужине аутомобила. У то време у свим аутомобилима путницима су сметала кућишта точкова која су продирала дубоко у кабину. Решење за то су били мали точкови од 10 инча који су померени на саме углове каросерије, па је тако добијено више места за путнике. Те иновације се и данас користе при конструисању мањих аутомобила. Код система ослањања, коришћене су гумене уместо до тада стандардне опруге. Простор за ствари у вратима је добијен тако што је уграђен клизни прозор, који се отварао слева надесно. Сва ова иновативна решења допринеле су укупном спољашњем смањењу возила, али и повећању унутрашњег простора за путнике и пртљаг.

### Генерације
Производна верзија приказана је новинарима априла 1959. године, а до августа, када се нашао на тржишту, произведено је неколико хиљада и био спреман за испоруку купцима. Званично је приказан јавности 26. августа 1959. године. Око 2.000 аутомобила је већ било послато у иностранство и тог дана је био представљен у скоро сто земаља. На међународном тржишту био је познат као Остин 850 и Морис 850. До краја прве генерације 1967. године, Мини је нешто побољшан, укључујући бољу суспензију и аутоматски мењач.
Друга генерација (Mark II) се производила између 1967. и 1970. године. Имали су редизајнирану предњу маску, већи задњи прозор и разне друге козметичке измене. Ови аутомобили су коришћени у филму Посао у Италији (The Italian Job) из 1969. године, са Мајклом Кејном у главној улози.
Од 1970. до 1976. године производила се трећа генерација (Mark III). То су били већи аутомобили, са скривеним шаркама врата и прозорима на намотај. Затим долази 1976. године четврта генерација, 1984. године пета, 1990. године шеста и 1996. године последња седма генерација (Mark VII). Упркос напорима, покушаји да се преобликује нису давали очекиване резултате. Конструктори нису могли да донесу нов изглед Минију, увек су се враћали оригиналном изгледу из 1959, што се одразило и на укупну продају. Како би опстао, током осамдесетих и деведесетих година 20. века дошло је до разних специјалних издања. Делом је то радио и BMW који га је преузео. Од 2001. године BMW лансира технолошки напреднији нови Мини, и нема никаквих додирних тачака са старим моделима.

### Друге верзије
Од 1961. до 1969. године производио се у и облику лимузине, која је била скупља и звали су се Wolseley Hornet и Riley Elf. Предњи део је имао другачији изглед и дужи задњи крај, самим тим и већи пртљажни простор. Такође од 1961. до 1969. производили су се и каравани са двоја врата и задњим дводелним. Направљени су на нешто дужој шасији од стандардне. Звали су се Morris Mini Traveller и Austin Mini Countryman.
Мини вен се производио од 1960. до 1982. године као комерцијално возило. Мини моук је дизајниран за потребе британске војске, а изгледао је као мали теренац или баги. Производио се од 1964. до 1989. године. Мини пикап био је камионет са отвореним задњим простором, прављен на дужој шасији. Производња је трајала од 1961. до 1982. године.
Познати конструктор тркачких болида Џон Купер увидео је потенцијал који је нудила Минијева конструкција, па је предложио израду Минија у тркачке сврхе. Алек Исигонис се у почетку противио, али је под притиском компаније попустио. Уз низ промена, нарочито на мотору, створен је модел с побољшаним перформансама Мини купер и јача верзија од 1275 кубика названа Мини купер с. Mini Cooper S је учествовао на рели тркама у Монте Карлу освојивши прво место 1964, 1965. и 1967. године.

## Називи
Мини се продавао, током свог животног века, под различитим маркама и називима. Од доласка на тржиште августа 1959. године, овај карактеристични аутомобил са двоја врата, звао се Остин севен (Austin Seven) и Морис мини-минор (Morris Mini-Minor). Продавао се и под заштитним знаком Wolseley-а и Riley-а. Од преузимања Ровер групе био је Ровер мини, који је облик и име регистровао као заштитни знак. Године 1994, BMW преузима Ровер групу, самим тим и бренд Мини. Мини се званично никада није тако звао, то је у ствари било име од миља за модел минор, који је био већи и луксузнији.

## Популарност
Мини је био веома популаран и међу славним личностима. Поседовали су га сви чланови групе Битлса, глумица и певачица Твиги, принцеза Маргарета и њен супруг, комичар и глумац Норман Видсом, комичар, писац и глумац Спајк Милиган, фудбалер Џорџ Бест, глумац Лоренс Харви, затим Енцо Ферари, Питер Селерс, Стив Маквин, Џејмс Гарнер и многи други.
Мини се прославио и на филмовима и серијама. Међу најпопуларнијим је био у серији Мистер Бин и у серијалу филмова о Пинк Пантеру кога игра Питер Селерс шездесетих и седамдесетих година 20. века, у филмовима Посао у Италији (The Italian Job) из 1969. године, Борнов идентитет из 2002. године и други.

## Производња
Мини се производио у Longbridge plant код Бирмингема и у Оксфорду у Енглеској, затим у Сиднеју у Аустралији, а касније и у Шпанији, Белгији, Чилеу, Италији (као Innocenti), Малти, Португалији, Јужној Африци, Уругвају, Венецуели и Југославији (Ново Место, Словенија).
Последњи Мини (црвени Cooper Sport) сишао је са производне траке 4. октобра 2000. године и предат је британском аутомобилском музеју (British Motor Museum) децембра исте године. Укупно је произведено 5.387.862 аутомобила.